# Eishockey-Oberliga (Österreich) 1994/95
Die Saison 1994/95 der österreichischen Eishockey-Oberliga wurde mit insgesamt zwölf Mannschaften ausgetragen und stellte als Ersatz für die nicht ausgetragene Nationalliga die zweite Spielklasse unterhalb der Bundesliga dar. Titelverteidiger aus der letztjährigen Nationalliga-Saison war der EV Innsbruck, der jedoch in diesem Jahr nicht an der Oberliga teilnahm. Neuer Meister wurde der DSG Rotschitzen.
Die letzten Meister der eigentlichen als dritte Spielklasse geführten Oberliga waren in der Saison 1979/80 die Vereine Grazer SV (Ost) und EC Ehrwald (West) geworden.

## Teilnehmer und Modus
Da erneut die Strukturierung der Ligen im österreichischen Eishockey geändert worden war, fiel die zweite Spielklasse in der Saison 1994/95 aus. Die meisten Mannschaften waren in die Bundesliga aufgerückt, um dort das zuletzt nur noch aus vier Mannschaften bestehende Teilnehmerfeld zu vergrößern. Nicht dem Aufstieg gefolgt waren der EC Kitzbühel und der UEC Mödling, die nun mit einigen Mannschaften aus den Landesligen zur neu formierten Oberliga antraten.
Die Vereine spielten zunächst in zwei Gruppen zu je sechs Mannschaften aufgeteilt eine doppelte Hin- und Rückrunde. Danach folgte eine Meisterrunde, in der die jeweils gleich platzierten Teams beider Gruppen in einem Hin- und Rückspiel gegeneinander antraten, um so die endgültige Platzierung zu ermitteln.

## Grunddurchgang

### Tabelle Gruppe Ost
| Pl. | Team            | Sp | S  | U | N  | Tore    | Pkt |
| --- | --------------- | -- | -- | - | -- | ------- | --- |
| 1   | DSG Rotschitzen | 20 | 16 | 0 | 4  | 120:760 | 32  |
| 2   | EHC Donaustadt  | 20 | 12 | 2 | 6  | 118:900 | 26  |
| 3   | EHC Fischerbräu | 20 | 11 | 3 | 6  | 98:65   | 25  |
| 4   | UEC Mödling     | 20 | 9  | 1 | 10 | 84:88   | 19  |
| 5   | EHC Linz        | 20 | 6  | 3 | 11 | 66:86   | 15  |
| 6   | ATSV Steyr      | 20 | 1  | 1 | 18 | 050:131 | 3   |

### Tabelle Gruppe West
| Pl. | Team         | Sp | S  | U | N  | Tore    | Pkt |
| --- | ------------ | -- | -- | - | -- | ------- | --- |
| 1   | EC Kitzbühel | 20 | 17 | 0 | 3  | 185:570 | 34  |
| 2   | UEHV Gmunden | 20 | 16 | 0 | 4  | 144:850 | 32  |
| 3   | SC Kufstein  | 20 | 9  | 2 | 9  | 100:102 | 20  |
| 4   | EHC Wattens  | 20 | 8  | 0 | 12 | 080:125 | 16  |
| 5   | SV Silz      | 20 | 6  | 3 | 11 | 109:131 | 15  |
| 6   | SK Zirl      | 20 | 1  | 1 | 18 | 047:165 | 3   |

## Finalspiele
Es spielten jeweils die beiden Erstplatzierten um Platz 1, die beiden Zweitplatzierten um Platz 3 usw. in einem Hin- und Rückspiel gegeneinander. Auffällig war, dass sämtliche Begegnungen von der Mannschaft aus der Ost-Gruppe gewonnen wurden.
| Platz | Paarung                        | Gesamt | Hinspiel | Rückspiel  |
| ----- | ------------------------------ | ------ | -------- | ---------- |
| 1–2   | EC Kitzbühel – DSG Rotschitzen | 3:7    | 2:5      | 1:2        |
| 3–4   | EHC Donaustadt – UEHV Gmunden  | 15:6   | 10:6     | 5:0 (stv.) |
| 5–6   | SC Kufstein – EHC Fischerbräu  | 10:15  | 7:7      | 3:8        |
| 7–8   | UEC Mödling – EHC Wattens      | 22:7   | 22:2     | 0:5 (stv.) |
| 09–10 | SV Silz – EHC Linz             | 9:19   | 5:8      | 4:11       |
| 11–12 | SK Zirl – ATSV Steyr           | 3:36   | 2:18     | 1:18       |

## Auf- und Abstieg
Meister DSG Rotschitzen verzichtete aus finanziellen Gründen auf den Aufstieg in die Bundesliga. Es gab zwar keinen geregelten Abstieg, die beiden letztplatzierten Teams ihrer Gruppen, ATSV Steyr und SK Zirl, zogen sich aber aus der Oberliga zurück, ebenso wie die UEHV Gmunden. Neu dazu kam das nach dem Nationalliga-Ausstieg 1994 neu formierte Team des HC Innsbruck.